# Prumnopitys exigua
Prumnopitys exigua là một loài thực vật hạt trần trong họ Thông tre. Loài này được de Laub. miêu tả khoa học đầu tiên năm 1984.